# Where U At
Where U At (한국어: 웨어 유 앳)은 대한민국의 음악 그룹 빅뱅의 태양의 첫 번째 디지털 싱글 앨범이다. 2009년 10월 15일 각 온라인 음원 사이트를 통해 뮤직 비디오와 함께 공개되었다. 태양은 2008년 미니 앨범 《Hot》을 발매한 이후 1년 5개월 만에 발표한 〈Where U At〉의 멜로디를 직접 만들며 프로듀서인 테디와 함께 공동 작곡가로 처음 이름을 올렸다. YG 엔터테인먼트는 이 곡에 대해 "특별한 홍보활동이나 방송출연 계획이 전혀 없다"고 밝혔으나 팬들의 뜨거운 반응으로 2009년 10월 25일 SBS 인기가요에서 단 한 번의 무대를 가졌다.

## 트랙 리스트
| #  | 제목           | 작사  | 작곡        | 편곡  | 재생 시간 |
| -- | -------------- | ----- | ----------- | ----- | --------- |
| 1. | 〈Where U At〉 | Teddy | Teddy, 태양 | Teddy | 3:47      |